# Стексовська сільська рада
Стьоксовська сільська рада (рос. Стёксовский сельсовет) - сільське поселення в Ардатовському районі Нижньогородської області Російської Федерації.
Адміністративний центр - село Стьоксово.

## Історія
Статус і кордони сільського поселення встановлені Законом Нижньогородської області від 15 червня 2004 року № 60-З «Про наділення муніципальних утворень - міст, робітничих селищ і сільрад Нижньогородської області статусом міського, сільського поселення».

## Населення
| 2002  | 2010  | 2012  | 2013  | 2014  | 2015  | 2016  |
| ----- | ----- | ----- | ----- | ----- | ----- | ----- |
| 2955  | ↘2297 | ↘2221 | ↘2154 | ↘2102 | ↘2022 | ↘1974 |
| 2017  |       |       |       |       |       |       |
| ↘1946 |       |       |       |       |       |       |

## Склад міського поселення
| №  | Населений пункт | Тип населеного пункту        | Населення |
| -- | --------------- | ---------------------------- | --------- |
| 1  | Виноградовка    | селище                       | ↗11       |
| 2  | Зарічне         | село                         | ↘36       |
| 3  | Ідеал           | селище                       | ↘189      |
| 4  | Кологреєво      | село                         | ↘82       |
| 5  | Круглово        | село                         | ↘421      |
| 6  | Кузгородь       | присілок                     | ↘54       |
| 7  | Кузятово        | село                         | ↘319      |
| 8  | Липелей         | присілок                     | ↘159      |
| 9  | Нуча            | село                         | ↘28       |
| 10 | Пашутіно        | село                         | ↘72       |
| 11 | Первинка        | селище                       | ↘28       |
| 12 | Писарево        | село                         | ↘66       |
| 13 | Ризадеєво       | село                         | ↘98       |
| 14 | Сосновка        | село                         | ↘22       |
| 15 | Стексово        | село, адміністративний центр | ↘614      |
| 16 | Щеточне         | присілок                     | ↘98       |